# Lynn Kimsey
Lynn Kimsey (...) è un'entomologa statunitense,   direttrice del Bohart Museum of Entomology e specializzata soprattutto nello studio di api e vespe.
Ha conseguito il dottorato in entomologia presso la University of California nel 1979 e nel corso della sua carriera di ricercatrice ha descritto quasi 300 nuove specie. 
Suo marito Robert Kimsey è un entomologo forense nel Dipartimento di Entomologia della University of California.
Nel 2011 ha scoperto la Megalara garuda, il più grande Vespidae conosciuto.
| Kimsey è l'abbreviazione standard utilizzata per le specie animali descritte da Lynn Kimsey. Categoria:Taxa classificati da Lynn Kimsey |